# Stowarzyszenie Artystów Rewolucyjnej Rosji

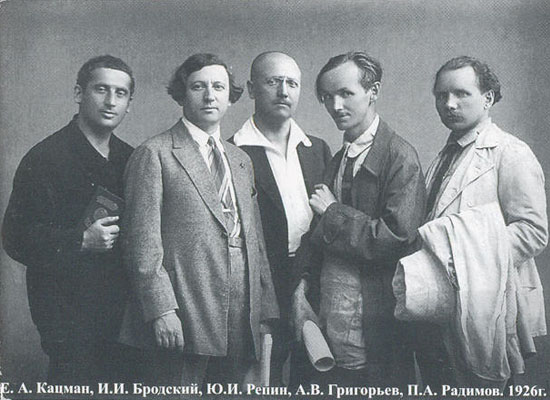
Grono członków stowarzyszenia

Stowarzyszenie Artystów Rewolucyjnej Rosji, AChRR (Ассоциация художников революционной России, АХРР) – stowarzyszenie rosyjskich artystów działające we wczesnych latach Związku Radzieckiego. Zostało ono założone w roku 1922 a następnie w roku 1928 zmieniono mu nazwę na Stowarzyszenie Artystów Rewolucji AChR (Ассоциация художников революции, АХР).
Stowarzyszenie powstało z inicjatywy niektórych uczestników 47 wystawy pieredwiżników. Konkurując z rosyjskim formalizmem, nawiązywało do malarstwa rosyjskiego XIX w.
Stowarzyszenie organizowało wiele wystaw, których zadaniem było ukazanie i odzwierciedlenie w sztuce heroizmu życia i walki społeczeństwa rosyjskiego w pierwszych latach istnienia ZSRR.
Niektórzy z członków stowarzyszenia:
- Abram Archipow
- Konstantin Juon
- Aleksander Gierasimow
- Piotr Kotow
- Boris Władimirski.